# Palpopleura jucunda
Palpopleura jucunda – gatunek ważki z rodziny ważkowatych (Libellulidae). Występuje w Afryce Subsaharyjskiej i jest szeroko rozpowszechniony.
W RPA imago lata od października do końca maja. Długość ciała 22–24 mm. Długość tylnego skrzydła 16–17 mm.